# Научно-исследовательский институт вычислительной техники

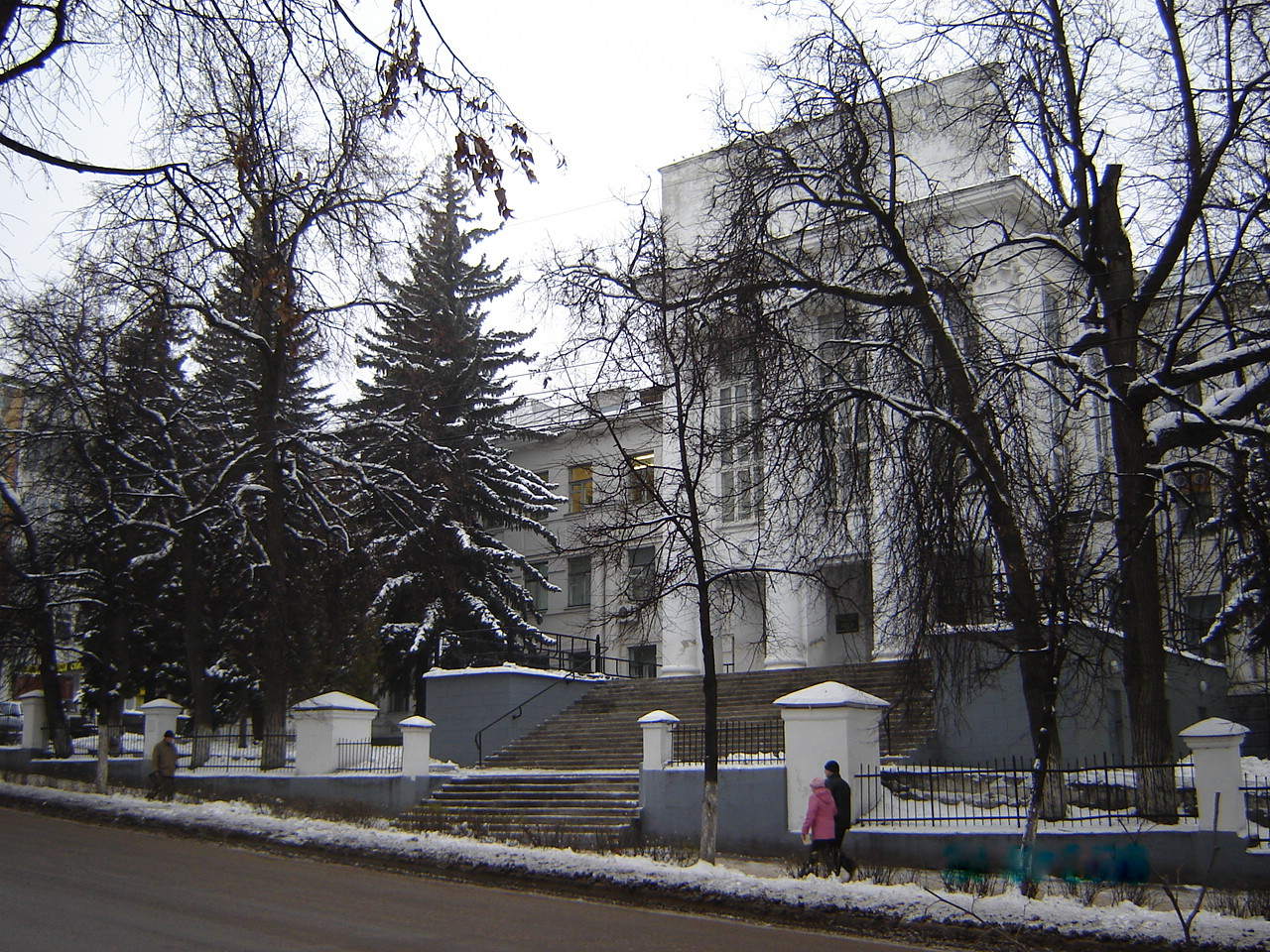
Главный корпус НИИВТ (1958-1999)

Научно-исследовательский институт вычислительной техники (НИИВТ) в Пензе — предприятие-разработчик средств вычислительной техники различного назначения.
НИИВТ был организован в 1958 году в системе Министерства радиопромышленности СССР под названием «Предприятие п/я 51» (другое, менее известное название: НИИ-250) для разработки и организации внедрения в промышленное производство подвижных вычислительных комплексов специального назначения для управления войсками. С 1967 года предприятие получает название Научно-исследовательский институт вычислительной техники (другое название: предприятие п/я В-2867), и занимается также НИОКР по созданию запоминающих устройств на магнитных носителях, средств телеобработки данных и стационарных вычислительных комплексов различного назначения.
С 1969 года НИИВТ активно участвует в создании технических средств Единой системы ЭВМ (ЕС ЭВМ). В рамках ЕС ЭВМ в НИИВТ разрабатываются и внедряются в серийное производство на различных заводах СССР подсистемы внешней памяти на магнитных дисках, включая устройства ЕС-5061, ЕС-5561, ЕС-5568, ЕС-5080, ЕС-5580, ЕС-5063, ЕС-5563, мультиплексоры передачи данных ЕС-8400, абонентские пункты ЕС-8561, ЕС 8563. С 1980 года НИИВТ специализируется на создании подсистем внешней памяти на магнитных и оптических дисках и становится головным предприятием в СССР по разработке подсистем внешней памяти для ЭВМ различного назначения. Разработки института нашли применение в промышленности Пензы, Москвы, Костромы, Сергиева Посада, Каменец-Подольска, Баку, Казани, Минска, Вологды, Бреста, Тбилиси, Ташкента. В 1983 институт награждён орденом Трудового Красного Знамени. 147 сотрудников награждены орденами и медалями, Г. И. Князев, Б. М. Раков и А. М. Дудкин стали лауреатами Государственной премии.
В 2022 году включен в санкционные списки стран Евросоюза, США, Швейцарии, Канады, Украины и Японии на фоне вторжения России на Украину

## Интересные факты
- В Пензе, в здании по ул. Лермонтова, 3 а, где с 1958 по 1999 годы располагался главный корпус Научно-исследовательского института вычислительной техники, до НИИВТ находился Пензенский областной комитет КПСС, а после — учебный корпус Медицинского института Пензенского государственного университета.